# Рецензирование рукописей
Рецензирование рукописей — это процедура рассмотрения рукописей, прошедших редакционную подготовку и внесённых в план редакционной подготовки издательства, включающая редакторский анализ и оценку и написание рецензии.

## Описание
Рецензия – это «текст, содержащий критическую оценку произведения и предназначенный как для публикации (после выхода произведения в свет), так и для внутреннего пользования — с целью решения вопроса о его издании».
Издательские рецензии делятся на внутренние и внешние.
Внутренняя рецензия, как правило, поручается ведущему редактору, который в своём отзыве пишет о значении темы, способе её реализации в тексте или иллюстрациях, о языке, стиле, композиции и др.
В заключении каждой рецензии должен содержаться один из трёх стандартных выводов:
1. можно издавать в представленном виде (после соответствующей технической обработки, речь идёт о содержательной стороне произведения);
2. нельзя издавать;
3. можно издавать, но с условием доработки рукописи с учётом замечаний рецензентов и издательства.

Последняя оценка самая распространённая. Автору необходимо внести соответствующие изменения и дополнения (при условии его согласия) и представить свою аргументацию по замечаниям, с которыми не согласен.
Издательские работники при любом отзыве анализируют внешнюю рецензию, при этом их решение может не совпадать с мнением рецензента.